# Club Baloncesto Estudiantes 2004-2005
Questa voce raccoglie le informazioni riguardanti il Club Baloncesto Estudiantes nelle competizioni ufficiali della stagione 2004-2005.

## Stagione
La stagione 2004-2005 del Club Baloncesto Estudiantes è la 49ª nel massimo campionato spagnolo di pallacanestro, la Liga ACB.
Il 29 aprile Rubén Garcés ottiene la cittadinanza spagnola, diventando così comunitario per la Liga ACB.

## Roster
Aggiornato al 10 novembre 2021.
| Adecco Estudinates 2004-05 | Adecco Estudinates 2004-05 |
| Giocatori                  | Staff tecnico              |
| -------------------------- | -------------------------- |

| N. | Naz.                                               | Ruolo | Nome               | Anno | Alt.   | Peso   |  |
| -- | -------------------------------------------------- | ----- | ------------------ | ---- | ------ | ------ |  |
| 5  | Spagna (bandiera)                                  | C     | Josep Mestres      | 1985 | 208 cm |        |  |
| 7  | Serbia e Montenegro (bandiera) · Spagna (bandiera) | G     | Nikola Lončar      | 1972 | 198 cm | 78 kg  |  |
| 8  | Spagna (bandiera)                                  | GA    | Andrés Miso        | 1983 | 198 cm | 88 kg  |  |
| 10 | Spagna (bandiera)                                  | A     | Carlos Jiménez     | 1976 | 204 cm | 100 kg |  |
| 11 | Spagna (bandiera)                                  | P     | Sergio Rodríguez   | 1986 | 191 cm | 80 kg  |  |
| 12 | Spagna (bandiera)                                  | C     | Rafael Vidaurreta  | 1977 | 206 cm | 117 kg |  |
| 13 | Spagna (bandiera)                                  | P     | Nacho Azofra (C)   | 1969 | 185 cm | 83 kg  |  |
| 14 | Argentina (bandiera) · Italia (bandiera)           | AP    | Hernán Jasen       | 1978 | 199 cm | 97 kg  |  |
| 15 | Spagna (bandiera)                                  | AG    | Iker Iturbe        | 1976 | 198 cm | 101 kg |  |
| 18 | Spagna (bandiera)                                  | AC    | Carlos Suárez      | 1986 | 203 cm | 104 kg |  |
| 20 | Argentina (bandiera) · Spagna (bandiera)           | AP    | Juan Ignacio Jasen | 1985 | 197 cm | 94 kg  |  |
| 21 | Stati Uniti (bandiera)                             | AC    | Andrae Patterson   | 1975 | 206 cm | 108 kg |  |
| 24 | Panama (bandiera) · Spagna (bandiera)              | C     | Rubén Garcés       | 1973 | 206 cm | 112 kg |  |
| 31 | Brasile (bandiera)                                 | C     | Caio Torres        | 1987 | 211 cm | 120 kg |  |
| -  | Spagna (bandiera)                                  | AG    | Adrián García      | 1985 | 200 cm |        |  |
|    | Stati Uniti (bandiera) · Spagna (bandiera)         | C     | Richard Fox (IN)   | 1981 | 210 cm |        |  |

| Allenatore                                                                    |
| - Pepu Hernández                                                              |
| Assistente/i                                                                  |
| - Javier Carlos González Legenda - (C) Capitano - (IN) Inattivo - Infortunato |

## Mercato

### Sessione estiva
| Acquisti | Acquisti     | Acquisti         | Acquisti   | Acquisti |
| R.a      | Nome         | da               | Modalità   |          |
| -------- | ------------ | ---------------- | ---------- | -------- |
| C        | Rubén Garcés | Breogán          | definitivo |          |
| C        | Richard Fox  | Gonzaga Bulldogs | definitivo |          |
| C        | Caio Torres  | Pinheiros        | definitivo |          |

| Cessioni | Cessioni     | Cessioni       | Cessioni       | Cessioni |
| R.       | Nome         | a              | Modalità       |          |
| -------- | ------------ | -------------- | -------------- | -------- |
| AC       | Felipe Reyes | Real Madrid    | fine contratto |          |
| P        | Corey Brewer | Virtus Bologna | fine contratto |          |
| C        | Eduardo Ruiz | Guadalajara    | fine contratto |          |
| AC       | Jan Martín   | Fuenlabrada    | fine contratto |          |
| C        | Richard Fox  | Saragozza      | definitivo     |          |

### Dopo l'inizio della stagione
| Acquisti | Acquisti    | Acquisti             | Acquisti         | Acquisti      |
| R.       | Nome        | da                   | Data             | Modalità      |
| -------- | ----------- | -------------------- | ---------------- | ------------- |
| C        | Caio Torres | Guadalajara          | 11 febbraio 2005 | fine prestito |
| C        | Caio Torres | Athlético Paulistano | 29 aprile 2005   | fine prestito |

| Cessioni | Cessioni    | Cessioni             | Cessioni         | Cessioni    |
| R.       | Nome        | a                    | Data             | Modalità    |
| -------- | ----------- | -------------------- | ---------------- | ----------- |
| C        | Caio Torres | Guadalajara          | 12 novembre 2004 | prestito    |
| C        | Richard Fox | Free agent           | 9 dicembre 2005  | rescissione |
| C        | Caio Torres | Athlético Paulistano | 15 febbraio 2005 | prestito    |